# Algirdas Paleckis
Algirdas Paleckis (ur. 20 maja 1971 w Bernie) – litewski dyplomata, polityk i politolog, samorządowiec, poseł na Sejm Republiki Litewskiej (2004–2007), były lider Socjalistycznego Frontu Ludowego.

## Życiorys
Jest synem Justasa Vincasa Paleckisa i wnukiem Justasa Paleckisa.
Po ukończeniu szkoły średniej im. Jonasa Basanavičiusa w Wilnie podjął studia na Wydziale Dziennikarstwa oraz Nauk Politycznych Uniwersytetu Wileńskiego. Pracował w Departamencie Stosunków z Unią Europejską Ministerstwa Spraw Zagranicznych. W latach 1997–2001 pełnił funkcję I sekretarza litewskiej misji dyplomatycznej przy Unii Europejskiej w Brukseli. Był odpowiedzialny za stosunki z Parlamentem Europejskim, promocję litewskiej kultury, nauki i oświaty oraz politykę informacyjną. W 2001 został mianowany dyrektorem departamentu Europy Zachodniej w Ministerstwie Spraw Zagranicznych.
Politycznie związany był z Litewską Partią Socjaldemokratyczną. W 2004 wybrano go z jej ramienia posłem na Sejm, a w 2006 stanął na czele wileńskiego oddziału ugrupowania.
W 2007 uzyskał mandat radnego Wilna. Na mocy porozumienia między partią Porządek i Sprawiedliwość, Litewską Partią Socjaldemokratyczną a Akcją Wyborczą Polaków na Litwie objął urząd wiceburmistrza Wilna odpowiedzialnego za sprawy oświaty i kultury, który sprawował do 2008.
Z LSDP został wykluczony w 2008, m.in. na skutek formułowania oskarżeń pod adresem premiera Gediminasa Kirkilasa. W maju tego roku założył Partię Frontu i został jej przewodniczącym. Na przełomie 2009 i 2010 partia przekształciła się w Socjalistyczny Front Ludowy (SLF).
W wyborach parlamentarnych w 2008 kandydował do parlamentu z okręgu Jeziorosy-Wisaginia, przegrał w pierwszej turze z wynikiem 7,3% głosów. Kandydował w kolejnych latach bez powodzenia w wyborach europejskich i krajowych. W 2018 został tymczasowo aresztowany pod zarzutem szpiegostwa na rzecz Rosji. W lipcu 2021 sąd w Szawlach skazał go za ten czyn na karę 6 lat pozbawienia wolności.